# Maxim Samtschenko
Maxim Nikolajewitsch Samtschenko (russisch Максим Николаевич Самченко; * 5. Mai 1979) ist ein kasachischer ehemaliger Fußballspieler.

## Karriere
Samtschenko spielte als Verteidiger von 2007 bis 2008 bei Schachtjor Qaraghandy. Er wechselte 2009 zu Lokomotive Astana.

## Nationalmannschaft
Samtschenko wurde 6-mal in der Kasachischen Fußballnationalmannschaft eingesetzt.

## Erfolge
- Kasachischer Meister: 2005